# Horodatage certifié
L’horodatage certifié (en anglais : trusted timestamping) est un système permettant de garder la preuve de l'existence d'un document et son contenu à une date donnée. Le terme preuve désigne ici le fait que personne, pas même le propriétaire du document, ne doit être en mesure de modifier le certificat d’horodatage — sous condition que l'autorité de certification ne soit pas compromise.
Dans la pratique, l’obtention d’un certificat d’horodatage nécessite de faire appel à une autorité de certification des temps.